# Ибрагимов, Миралекпер Миралескер оглы
Миралекпер Миралескер оглы Ибрагимов (азерб. Mirələkbər Mirələsgər oğlu İbrahimov; 30 сентября 1961, Халиса, Вединский район — 5 марта 1994, Физулинский район) — азербайджанский педагог, капитан армии, Национальный герой Азербайджана.

## Биография
Миралекпер Ибрагимов родился 30 сентября 1961 года в селе Халиса Вединского района Армянской ССР. Начав первоначальное образование в сельской средней школе, Миралекпер окончил среднюю школу № 158 города Баку.
В 1980 году проходит действительную воинскую службу, поступает в Азербайджанский государственный педагогический университет на факультет спортивной и военной подготовки. Некоторое время занимается педагогической деятельностью в средней школе № 153.

### Первая карабахская война
В годы Первой карабахской войны, в 1993 году назначается командиром вновь созданного Ясамальского табора. Принимает участие в боях за сёла Алханлы, Кюрдмахмудлу Физулинского района. 5 марта 1994 года погиб в сражении у села Горган.
На момент гибели был женат. Имел единственного ребёнка.

## Память
Указом президента Азербайджанской Республики № 203 от 16 сентября 1994 года капитану Ибрагимову Миралекперу Миралескер оглы было присвоено звание Национального Героя Азербайджана (посмертно).
Похоронен на Аллее Шахидов в Баку.
Средняя школа № 153, в которой когда-то преподавал Миралекпер Ибрагимов, носит его имя.